# Ubi Urbaniano

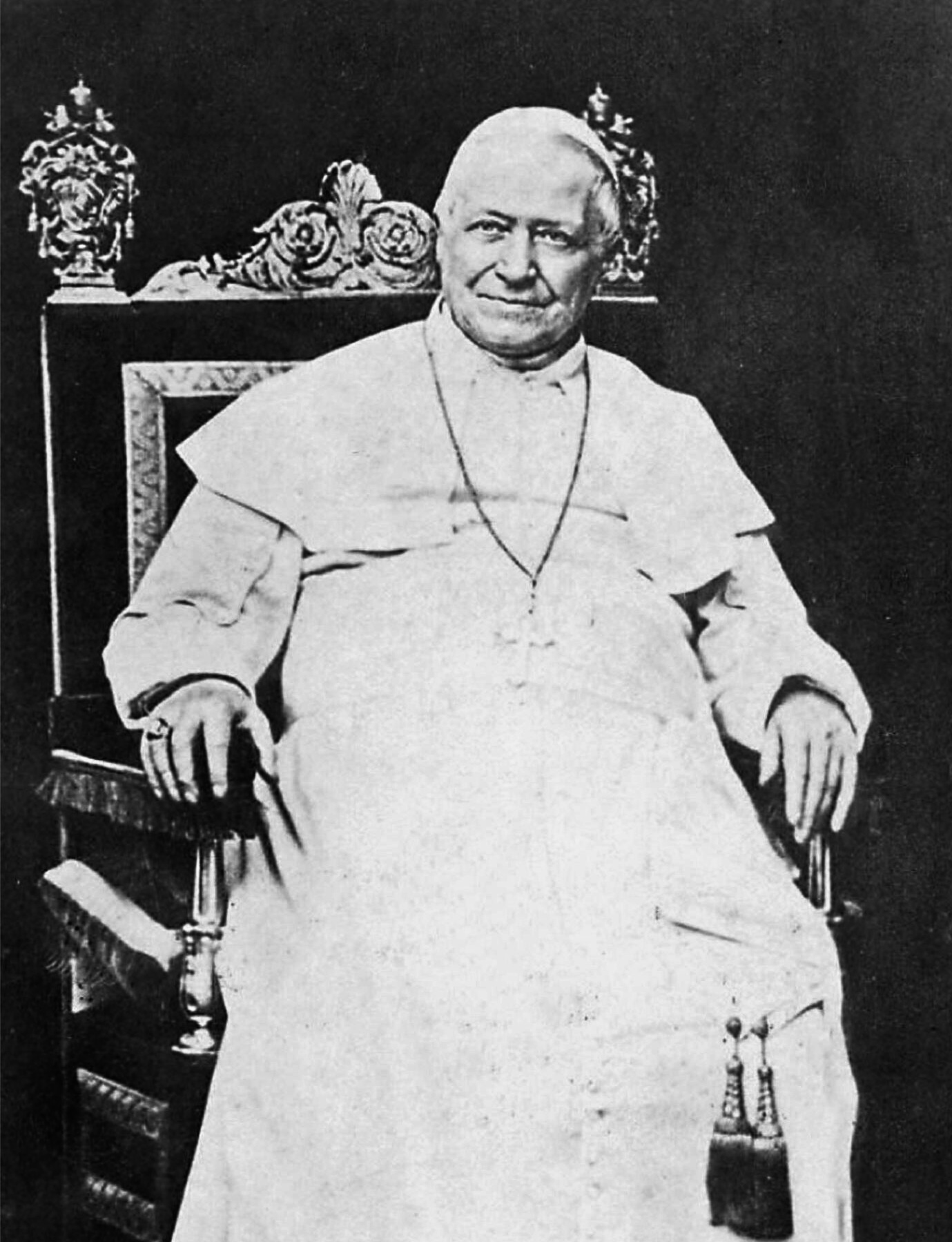
Papież Pius IX

Ubi Urbaniano (z łac. W Urbaniano) – encyklika papieża Piusa IX wydana 30 lipca 1864 o podtytule O katolicyzmie polskim w zaborze rosyjskim po powstaniu styczniowym.
Papież w tej encyklice potępił prześladowania Kościoła na ziemiach polskich znajdujących się pod zaborem rosyjskim.

## Tło powstania encykliki
W chwili wydania encykliki trwające jeszcze powstanie styczniowe chyliło się ku upadkowi. Władze rosyjskie w odpowiedzi na nie nasiliły represje wobec Kościoła katolickiego. Duchowni i wierni świeccy byli aresztowani, a biskupi usuwani ze swoich diecezji. Szczególnie prześladowany był Kościół unicki, którego wiernych władze carskie uważały za prawosławnych.

### Stosunek Piusa IX do sprawy polskiej
XIX-wieczne papiestwo stało na straży legitymizmu, co dodatkowo umacniała świeża pamięć o rewolucji francuskiej i osłabieniu w jej wyniku pozycji Kościoła. Dlatego nie aprobowało ono żadnych buntów przeciwko władcom, obawiając się wywrócenia istniejącego porządku, jak i zagrożenia dla Kościoła.
Sam Pius IX przed i po wybuchu powstania przychylnie odnosił się do Polaków. Odmówił ambasadorowi Rosji w Rzymie, który starał się o zakazanie śpiewania w kościołach polskich pieśni patriotycznych. W czasie powstania zwrócił się o pomoc dla powstańców do cesarza Austrii Franciszka Józefa I i cesarza Francuzów Napoleona III oraz innych wpływowych postaci, podkreślając prześladowania polskich katolików w zaborze rosyjskim oraz zrozumienie do dążenia Polaków do suwerenności. We wrześniu 1863 nakazał odprawić na Watykanie publiczne modlitwy w intencji Polaków.
Pius IX podtrzymując tradycyjne stanowisko, lawirował jednak pomiędzy legitymizmem, a prywatnymi sympatiami do Polaków. Wybuch powstania uważał za duży błąd. Na prywatnej audiencji udzielonej 28 stycznia 1863 (sześć dni po wybuchu powstania) przedstawicielowi Rządu Narodowego Ludwikowi Orpiszewskiemu potępił wybuch powstania, jednak nigdy nie uczynił tego publicznie, mimo nacisków rosyjskiej dyplomacji. Nigdy także publicznie nie poparł powstania.
Papież bardziej niż na kwestiach politycznych, koncentrował się na sprawach Kościoła, co odzwierciedla Ubi Urbaniano. Istnieją opinie, że dywagacje na tematy kościelne zawierały także aluzje do innych kwestii, których otwarcie nie mógł poruszyć. W swoich wypowiedziach w miesiącach poprzedzających wydanie encykliki Pius IX stwierdził, że car ma prawo powstrzymać niesprawiedliwy rokosz, nadmieniając, że nie może tego osiągać poprzez prześladowania religijne. Z drugiej strony 24 kwietnia 1864 potępił carat słowami:

Poczuwam się do obowiązku potępić tego potężnego panującego, którego […] niezmierzone imperium rozciąga się aż po biegun północny. Ten władca, który fałszywie mianuje się katolikiem Wschodu, a jest tylko schizmatykiem, wyrzuconym z łona prawdziwego Kościoła, ten władca prześladuje i morduje swych poddanych katolików, których pchnął sam do powstania przez swe dzikie okrucieństwa. Pod pozorem tłumienia powstania tępi katolicyzm, skazuje na wygnanie rzesze ludności do krain lodowatych, gdzie pozbawia się ich wszelkiej pomocy religijnej, a na ich miejsce nasyła schizmatyckich awanturników, odrywa kapłanów od ich owiec, wysyła ich na wygnanie lub skazuje na ciężkie roboty i inne hańbiące kary. Szczęśliwymi są ci, którzy zdołali uciec i teraz błąkają się bez dachu i schronienia na obcej ziemi. Ten władca, acz nieprawowierny i schizmatyk, przywłaszcza sobie władzę, jakiej nie posiada nawet namiestnik Chrystusowy, a mianowicie władzę składania z urzędu biskupa przez nas legalnie ustanowionego. Bezrozumny! Nie wie, iż biskup katolicki czy na swej stolicy, czy też w podziemiach więziennych, jest zawsze biskupem i że jego święcenia nie mogą mu być odjęte! I nikt nie ma prawa nam zarzucić, iż powstając przeciw zamachom, podsycamy płomień rewolucji europejskiej. Umiemy bowiem odróżnić rewolucję socjalistyczną od walki o słuszne prawa narodu do niepodległości i wolności swej wiary.

## Treść
Pius IX na początku encykliki informuje, że śledzi w gazetach wydarzenia na ziemiach polskich oraz że otrzymał wiele wiarygodnych świadectw na potwierdzenie szykan stosowanych przez rząd rosyjski przeciwko Kościołowi katolickiemu i jego wyznawcom.
Papież przypomina o konkordacie zawartym z Rosją 3 sierpnia 1847, którego zapisów dotyczących ochrony religii katolickiej w Królestwie Polskim władze rosyjskie nie przestrzegają. Wymienia działania rządu rosyjskiego takie jak rozpowszechnianie książek i gazet skrajnie sprzecznych z doktryną katolicką i obrażających papieża, utrudnianie komunikacji papiestwa z narodem polskim, podżeganie ludności przeciwko księżom katolickim czy zakazu nauczania o różnicach pomiędzy katolicyzmem a prawosławiem.
Wymienia również inne szykany stosowane przez Rosjan na ziemiach polskich: wypędzanie zakonników z klasztorów, wysyłanie na wygnanie biskupów, prześladowanie unitów, wywózki katolickich sierot w celu ich rusyfikacji, profanowanie kościołów, narzucanie dzieciom małżeństw katolików z prawosławnymi wyznania prawosławnego. Potępia prześladowania księży, którzy nieśli pomoc i ostatnią posługą powstańcom oraz wywózki ludzi na Sybir, gdzie pozbawiani są posługi religijnej.
Szczególną uwagę papież zwrócił na sprawę arcybiskupa warszawskiego Zygmunta Szczęsnego Felińskiego, zesłanego i bezprawnie pozbawionego jurysdykcji nad archidiecezją przez władze carskie. Otwarcie zwraca się do wiernych o nieposłuszeństwo wobec tych działań administracji carskiej. Ks. Pawłowi Rzewuskiemu, wikariuszowi generalnemu zarządzającemu archidiecezją warszawską, nakazuje nie być posłusznym poleceniom rządu rosyjskiego, tylko abpa Felińskiego.
Potępiając działania rosyjskie, papież ubolewa jednocześnie nad wybuchem powstania. Zwraca się także z pocieszeniem i błogosławieństwem dla prześladowanych.

## Po wydaniu
Encyklika została pozytywnie odebrana wśród Polaków, którzy ocenili, że papież solidaryzuje się z całym społeczeństwem polskim, a nie tylko z represjonowanymi duchownymi.
W 1867 Pius IX wydał kolejną encyklikę w tematyce polskiej - Levate.